# Суук Су (палац)

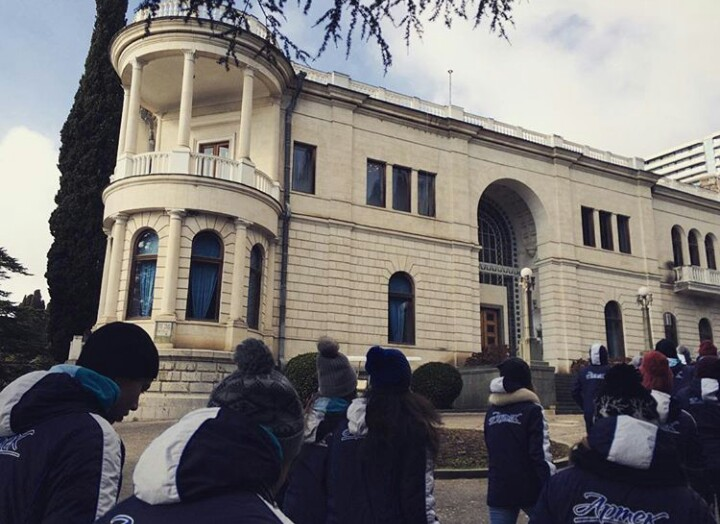

Суук Су — колишній маєток родини відомого інженера-мостобудівника з Полтавської губернії Володимира Березіна та Ольги Соловйової; модний курорт початку ХХ століття в Гурзуфі, один із таборів міжнародного дитячого центру Артек.

## Курорт найвищого рівня

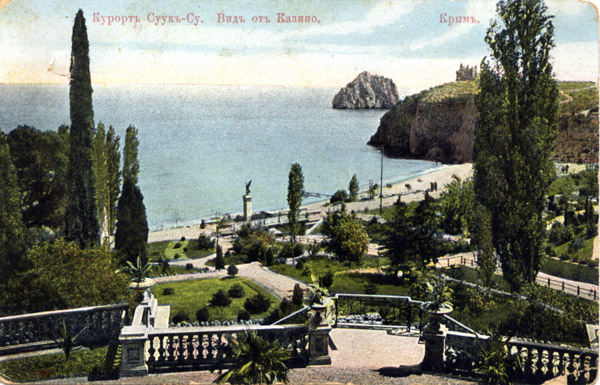

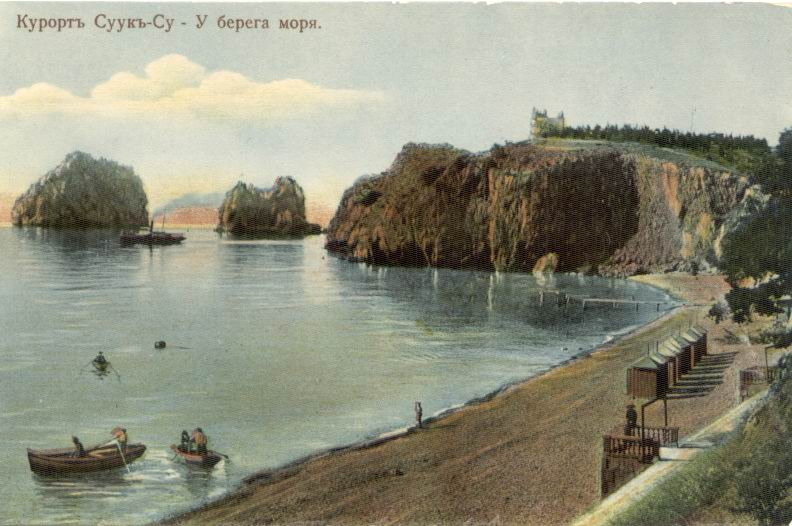

Суук Су (у перекладі з кримськотатарської «холодна вода») — назва ріки неподалік м. Гурзуф у Криму. Саме в цій місцевості у 1897 році купила земельну ділянку на березі Чорного моря між Гурзуфом і Аюдагом подружня пара, Ольга Михайлівна Соловйова і Володимир Ілліч Березін. Вирішили будувати не тільки дачу для себе, але і дохідний курорт по типу західноєвропейських. Для цього самі і, залучаючи відомих зодчих, вони запроєктували всі об'єкти майбутнього санаторію. Здоров'я Березіна не дозволило йому скористатися плодами їхніх зусиль і задумів. Страждаючи на рак горла, він виїхав лікуватися до Парижа, де після невдалої операції помер 2 серпня 1900 року. Тіло його привезли на батьківщину і поховали в мавзолеї їхнього маєтку Суук Су.
Весь статок (близько 10 мільйонів золотих рублів) Володимир Березін заповів своїй дружині Ользі Михайлівні. Вона знайшла їм гідне застосування, перетворивши містечко Суук Су в першокласне місце відпочинку та оздоровлення аристократів, відомих артистів, художників та інших видатних особистостей. Завершений нею курорт прийняв перших відвідувачів 1903 року.
У центрі курорту було казино, побудоване за проєкту головного архітектора Ялти Миколи Краснова, з розкішним рестораном італійської та французької кухні. Від казино до берегу моря вів молодий парк, закладений терасами. До послуг гостей курорту було представлено шість сучасних готелів, морський берег із прекрасним пляжем, лікувальні води.
У 1913 році курорт Суук Су відвідав імператор Микола ІІ із царською родиною.

## Після революції
У роки громадянської війни 1917—1921 років курорт Суук Су був розграбований. Ольга Соловйова виїхала до Константинополя. Померла в 1935 році у Швейцарії. У неї розвинулась манія переслідування, що переросла в психічне захворювання. Їй постійно здавалось, що більшовики переслідують її.
Після 1917 року курорт Березіних-Соловйових пережив і занепад, і відродження. У 1922 році експропрійований курорт перетворюють на Будинок відпочинку для високопосадових державних осіб СРСР, а в 1937 році його передали до складу дитячого оздоровчого табору Артек як санаторій «Лазурний».
Восени 1941 року німецька армія захопила Крим, у готелі Суук Су був влаштований будинок відпочинку для офіцерів. У 1942 році матраци зайнялись, палац вигорів вщент. На фундаменті в післявоєнні роки побудували новий палац. Хоча палац і реконструйовано, він залишається архітектурно-ландшафтним шедевром і на сьогодні.

## Родинний склеп Березіних

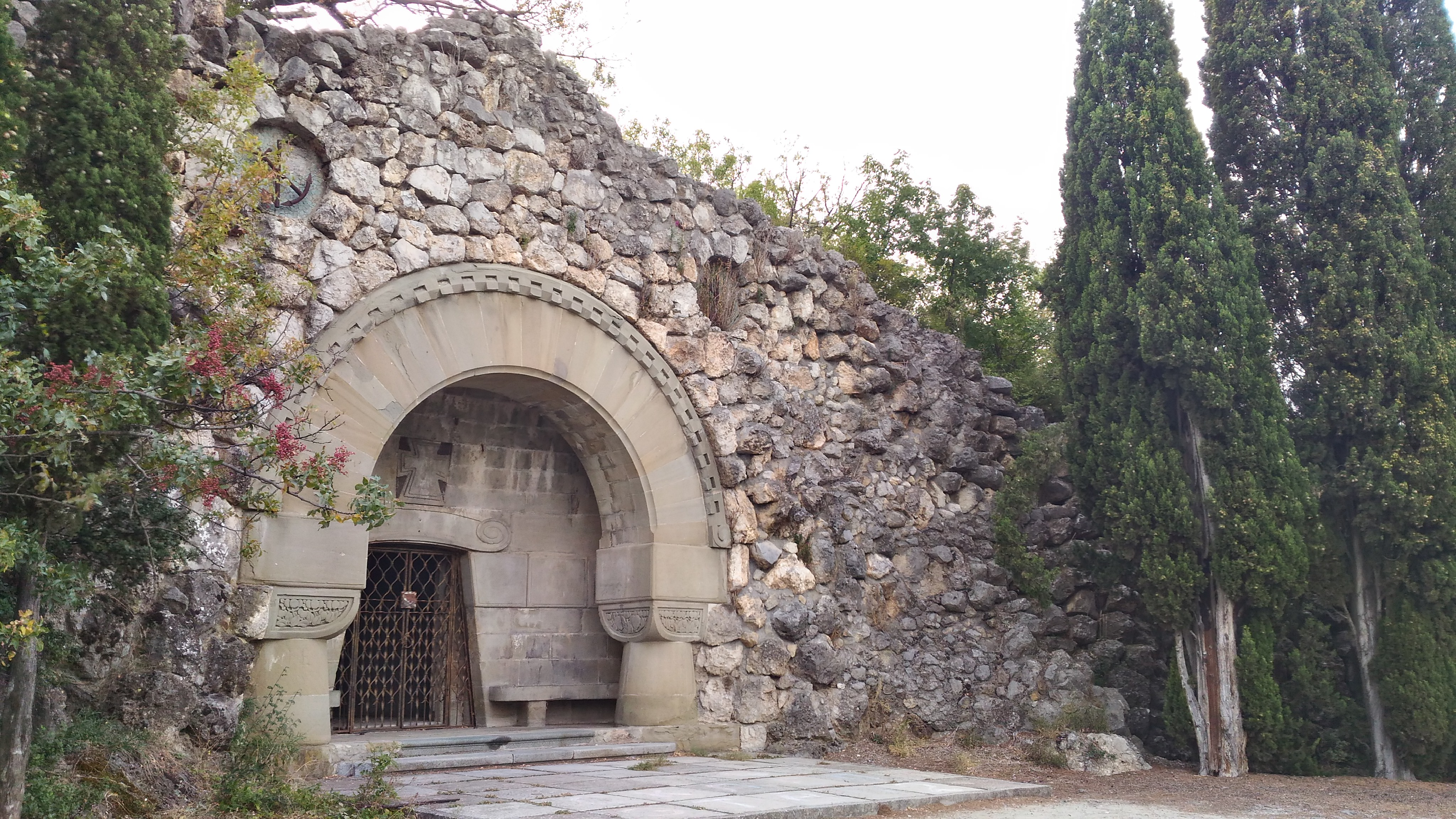
Склеп Володимира Березіна в Криму

Дирекція Артеку в 1930-х роках перетворила родинний склеп Березіних на сміттєсховище, лише у 1960-х санепідеміологічна служба виступила проти сміттєзвалища на території дитячого табору. Склеп хоча і не належить до території дитячого табору, у 1990-х роках Артек привів територію довкола у належний стан. 1997 року родинну спочивальню навідав онук Ольги та Володимира Березіна — Георгій Наумович.